# Navadni gož
Navadni gož (znanstveno ime Zamenis longissimus, prej Elaphe longissima) je nestrupena evropska kača, ki je razširjena po skoraj vsej Sloveniji. Ta kača je človeku že od nekdaj burila domišljijo in jo najdemo celo v simbolu slavnega zdravilca Eskulapa.

## Opis
Navadni gož je dolga kača, ki lahko preseže dolžino dveh metrov in tako spada med največje slovenske kače. Hrbtni del vitkega telesa je temno rjave do skoraj črne barve, ki je posut z drobnimi belimi pikicami, medtem ko je trebušni del kače večinoma bel ali rumenkast. Glede na močno telo ima navadni gož majhno glavo, ki je pokrita z devetimi večjimi luskami, kar je značilno za vse slovenske nestrupene kače. Za glavo ima svetlo liso, ki je izrazita zlasti pri mladih živalih. Gož lahko doseže do 225 cm, vendar so primerki, ki merijo več kot 200 cm, zelo redki; povprečna velikost goža je od 130 do 160 cm.
Gož spada med plazilce in vse življenje diha s pljuči.

## Prehrana
Gož se prehranjuje z malimi sesalci. Hrani pa se tudi s ptiči in njihovimi jajci, saj je odličen plezalec in zlahka pride do gnezda.

## Razmnoževanje
Parijo se maja ali junija. Konec junija samice odložijo do 20 podolgovatih jajc, pogosto ob človeških bivališčih. Avgusta ali septembra se izvalijo do 25 cm dolgi mladiči. Navadni goži spolno dozorijo, ko dosežejo nekje med 80 in 100 cm dolžine. Živijo približno 25 let.

## Življenjski prostor
Živi v prisojnih, redko listnatih gozdovih, ne izogiba pa se niti človekovih bivališč. Tu je zelo koristen, saj se prehranjuje s škodljivci. Razširjen je po vsej Sloveniji, razen v Prekmurju, vendar njegova številčnost upada.